# Francis Harvey
Maiorul Francis John William Harvey, CV　(n. 29 aprilie 1873 - d. 31 mai 1916) a fost un ofițer al Infanteriei Flotei Regale în perioada Primului Război Mondial. Harvey a fost medaliat cu Crucea Victoria, medalia de cel mai mare rang în armata britanică pentru acțiunile sale din Bătălia Iutlandei. Harvey a servit o lungă perioadă în armata britanică pe nave de război, unde era ofițer instructor al noilor soldați și comandant.